# Sky Showtime
Sky Showtime, stiliserat som SkyShowtime, är en streamingtjänst ägd av Paramount Global och Comcast som erbjuder filmer, serier, sport och barninnehåll via video on demand till en fast månadskostnad.

## Historik
Den 5 september 2022 meddelade Paramount att Paramount+ skulle komma att ersättas den 20 september 2022 av SkyShowtime, det som en del av partnerskapet mellan Paramount Global och Comcast Sky Group.
Lanseringen av tjänsten i Sverige var en del av en större lansering av SkyShowtime i Albanien, Andorra, Bosnien och Hercegovina, Bulgarien, Kroatien, Tjeckien, Danmark, Finland, Ungern, Kosovo, Montenegro, Nederländerna, Nordmakedonien, Norge, Polen, Portugal, Rumänien, Serbien, Slovakien, Slovenien och Spanien.
Sky Showtime visar innehåll från studiorna Nickelodeon, Paramount Pictures, Paramount+, Showtime, Universal Pictures, Dreamworks, Sky Studios och Peacock.